# Avenida Afrânio Peixoto
A Avenida Afrânio Peixoto, mais conhecida como Avenida Suburbana, é uma importante avenida localizada desde a região da Cidade Baixa, em Salvador, até diversos bairros do Subúrbio Ferroviário, entre eles: Periperi, Plataforma, passando por Lobato, Baixa do Fiscal, Itacaranha, Escada, Praia Grande, Coutos, Fazenda Coutos. Rumo ao norte, começa em seguida à Feira do Curtume (Viaduto dos Motoristas) e termina em Paripe completando a extensão de 14 quilômetros em pista dupla, o que a deixa entre as maiores avenidas da cidade. Dentro do sistema viário soteropolitano, é definida pelo Plano Diretor de Desenvolvimento Urbano do Município do Salvador (PDDU 2007) como uma via arterial da cidade.
O relatório inicial de abril de 2012 denominado Calçadas do Brasil, promovido pelo Mobilize Brasil, analisou as condições das calçadas de 12 cidades brasileiras. A Afrânio Peixoto foi a quarta pior avaliada ao receber a média de 1,25.
A via é uma das mais perigosas da capital baiana. Em 2014, foram 11 mortos e 276 feridos em acidentes de trânsito.

## História
Foi inaugurada em 1860 a ferrovia, anteriormente servida pelos trens da Rede Ferroviária Federal Leste Brasileiro. Em 1971, o governador Luís Viana Filho inaugurou a via aberta ao longo da linha ferroviária urbana da cidade. A região atraiu comércio e várias moradias irregulares ocuparam as áreas lindeiras, alterando significativamente a paisagem da costa soteropolitana voltada à Baía de Todos os Santos.
Em 2015, a Prefeitura deu início a uma série de intervenções na avenida, especialmente em dez pontos críticos selecionados Secretaria Municipal de Mobilidade (Semob) devido aos frequentes acidentes e congestionamentos. Os dez pontos são, no sentido sul-norte, Uruguai, Novos Alagados, Lobato, Alto do Cabrito, Largo do Luso, Alto da Terezinha e as rotatórias de Periperi, da Glória, de Coutos e de Paripe. As intervenções envolvem não só melhorias para o transporte individual motorizado como novos retornos, rotatórias e recapeamento asfáltico, mas também a segurança na via com a fiscalização eletrônica e redutores de velocidade, além de recuos para os pontos de ônibus, faixas de pedestres elevadas e uma ciclovia no canteiro central desde Paripe até o Uruguai.